# Greenwood, Arkansas
Greenwood är en stad (city) i Sebastian County, i delstaten Arkansas, USA. Enligt United States Census Bureau har staden en folkmängd på 9 052 invånare (2011) och en landarea på 25,4 km². Greenwood är huvudort i Sebastian County.